# 이대로 떠나게 해 주세요
"이대로 떠나게 해주세요"는 한국에서 제작된 진천 감독의 1969년 영화이다. 최무룡 등이 주연으로 출연하였고 이민덕 등이 제작에 참여하였다.

## 출연

### 주연
- 최무룡
- 김지미

## 기타
- 조명: 서병수
- 미술: 임명선